# إريك هانسن (كاياكير)
إريك هانسن (بالدنماركية: Erik Hansen)‏ هو راكب الكنو دنماركي، ولد في 15 نوفمبر 1939 في راندرس في الدنمارك، وتوفي في 29 سبتمبر 2014.

## وصلات خارجية
- إريك هانسن على موقع أوليمبيديا (الإنجليزية)